# Cseresnyés Sándor (orvos)
Felsőőri Cseresnyés Sándor (Nyírgyulaj, 1786. szeptember 15. – Veszprém, 1854. szeptember 13.) orvos, költő.

## Élete
Szatmárnémetiben kezdte tanulmányait, majd Nagykárolyban és Kolozsváron folytatta. A pesti tudományegyetemen orvostanhallgató volt, itt szerezte diplomáját is 1826-ban. Medikusként 1817-ben a pesti vakok intézetének segédorvosa lett. Évekig dolgozott mint sebész, de szépirodalmi téren is működött. Előbb Makóra került, majd Csanád és Csongrád vármegyék, később 1832-től Veszprém vármegye másod főorvosa, 1848 után pedig első tiszti főorvosa lett. A pesti királyi orvoskar rendes, a budapesti orvosegylet levelező tagja volt. Balassa János volt az, aki a német sebészeket is megelőzve 1847-ben először alkalmazta az éternarkózist. Ugyanezen év elején már Cseresnyés Sándor is használta ezt a módszert Pápán végezett műtétei alkalmával. 1848-ban Pápáról Veszprémbe költözött. Több orvosi műve jelent meg, de publikált egy történelmi és topográfiai munkát a Veszprém vármegyei Somló-hegyről is. Ő írta az első magyar nyelvű fülészeti művet. Sírja a veszprémi Alsóvárosi temetőben található, műemlék jellegű lakóháza a Budapesti út 3. sz. alatt áll.

## Munkái
- Radelinak orvostudományt hallgatott nemes ifjú barátjának hamvai felett jún. havában 1816 (költemény, Pest, 1816. jún.)
- Elegidiopaean t. Tóthpápay János úrhoz mint kedves és jó principálisához (elégia, Pest, 1816)
- A párisi sashoz Pesten, nemzeti könyvtárunkba lett beiktatásakor 1816. eszt. Pesten (költemény, Pest, 1816)
- Elegia kedves emlékezetű Hermine cs. kir. herczeg asszonyunk hamvai felett (elégia, 1818) (Magyar és német szöveggel; az utóbbit J. v. U. fordította)
- A pesti és budai meltgs. asszony-egyesület vakokat tárgyazó ispotályában tett két esztendei (1817–18.) nevezetesebb szemorvoslásokról, a szemalkatnak leirásával együtt (Bécs, 1819)
- A nagy Festetics árnyékához. (Bécs, 1819. május 10.)
- Orvosi értekezés a köszvényről. (Buda, 1826, latin címmel is.)
- A hallás előművészeiről, hallásról, ezeknek bajairól s orvoslásáról (Veszprém, 1832)
- Rövid oktatás Lalich József veszettséget és mérges kigyók harapását gyógyító módjáról (Pápa, 1840)
- Az ugodi sós, vasas, gyantáros, ibolyos, hideg forrásokról. (Pápa, 1841)
- A Nagy-Somló hegyről, váráról, Somló-Vásárhelyről, helyzeti, történeti, természeti, gazdasági s költészeti tekintetben. Egy képpel. (Pápa, 1848)